# 스페인 제2공화국
스페인 제2공화국(Segunda República Española)은 1931년 스페인 왕국을 무너뜨리고 세워진 공화국이다.

## 역사
1931년 왕정이 폐지되고 알폰소 13세 국왕이 망명하면서 스페인 제2공화국이 들어섰다. 공화국 정권은 바스크, 카탈루냐, 갈리시아에 자치권을 부여하며 여성의 투표권을 허용하였다. 그러나 토지 개혁에서 실패하며 국민의 원성을 샀다.
1936년부터는 스페인 내전으로 사회 전체가 혼란에 휩싸였다. 20세기 스페인은 좌파와 우파 간의 대립이 고조되고 있었다. 이를 바로잡기 위해서 사회주의 정권인 인민전선이 등장하였고 두려움을 느낀 보수주의 세력을 등에 업은 프란시스코 프랑코는 모로코에서 군사 반란을 일으켰다.
이로 인해 인민전선과 공화파 간의 스페인 내전이 촉발됐다. 소비에트 연방과 멕시코는 공화국 정부를 지원하였으나, 결국 프란시스코 프랑코가 정권을 잡았다. 한편, 민간인 학살 범죄 중 하나로 알려진 게르니카 학살이 나치 독일 공군에 의해 벌어진 것도 이때였다(1937년). 프랑코는 1939년 제2공화국을 무너뜨리고 독재 정권을 수립한다.

## 새 헌법
1931년 12월, 공화국 헌법이 공포되었다. 제1조는 '스페인은 노동자들의 공화국'이라고 되어 있다. 헌법은 모두 125조항으로 구성되어 있고 주권재민과 전쟁포기, 국가와 로마 가톨릭 교회의 분리를 규정했으며 귀족의 폐지,공익을 위한 토지수용, 카탈로니아 자치 등을 규정한 민주적 헌법이었다. 당시 스페인에서 가톨릭 교회는 대부분의 스페인 국민에게 악덕과 우열과 위선적인 모든 것의 상징이었다. 새 헌법 심의 과정에서 가장 큰 논란의 대상이 되었던 것은 종교단체 해산이었다. 격렬한 논의 끝에 예수회만 해산시키고 그 재산을 국고에 귀속하는 것으로 결말이 났다. 로마 가톨릭 교회의 고위층은 교회와 국가의 분리에 동의하지 않았으며 소수의 부유한 자본가들은 자신의 재산을 은행에 동결시키거나 해외로 유출하기까지 했다. 제2공화국의 정책에 가톨릭 교회를 비롯한 보수세력은 크게 반발했다.

## 아사냐의 개혁
제2공화국의 수상이 된 마누엘 아사냐는 가톨릭 교회와 군대를 가장 중요한 개혁 대상으로 생각했다. 아사냐는 군을 "무능하며 천박하고 허세부리는 존재"라고 생각했다. 이에 따라 군대 내의 장교 수를 감축하고 공화국에 우호적인 새로운 병력을 창출하려 했다. 또 당시 스페인 전 국토의 3분의 1을 차지하고 있는 가톨릭 교회의 재산을 국고로 몰수하여 농민들에게 재분배하려는 정책을 펼쳤다. 이러한 개혁 정책은 곧 군부와 가톨릭 교회의 반발로 이어졌다.

## 가톨릭 교회와 군부의 반발
1933년 2월과 3월에는 우익과 가톨릭 교회는 사회주의와 마르크스주의, 그리고 프리메이슨을 근절해야 할 악이라고 선언하고, ‘에스파냐자치우익연합’(Confederación Española de Derechas Autonomas: CEDA)을 설립했다. 1933년 10월 말에는 프란시스코 프랑코가 이끄는 파시스트 정당 ‘팔랑헤당’(Falange Española de las JONS)을 결성하여 인민전선에 대항해 스페인 내전을 일으킨다.